# Roosevelt Island Tramway
La Roosevelt Island Tramway è una funivia che collega Roosevelt Island con l'Upper Eastside di Manhattan parallelamente al ponte di Queensboro attraversando l'East River. Prima del completamento del Portland Aerial Tram nel 2006, era l'unica funivia aerea di tutto il Nord America. Ha iniziato la sua attività nel 1976.

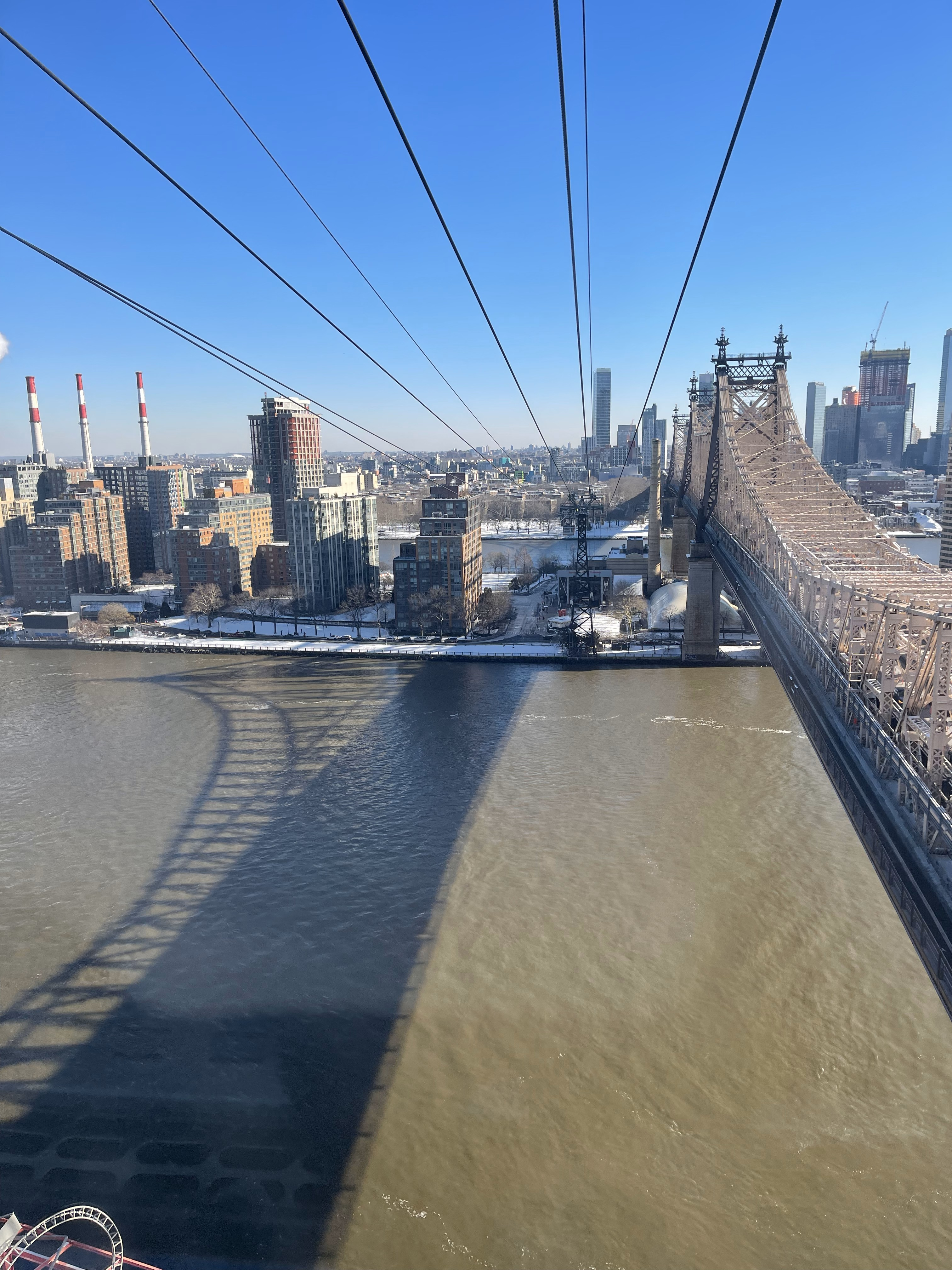
Vista su Roosevelt Island dal convoglio